# Maison de détention d'Hiroshima
La maison de détention d'Hiroshima (広島拘置所, Hiroshima Kōchisho) est un établissement correctionnel à Naka-ku, dans la ville d'Hiroshima. Faisant partie du système pénal au Japon, il est géré par le ministère japonais de la Justice.
L'une des sept chambres d'exécution du Japon se trouve dans cette installation.

## Prisonniers notables
- Hiroaki Hidaka, tueur en série[1],[2]
- Yasuaki Uwabe, tueur de masse[3]